# بز قوني (ألقورات)
بز قوني (بالفارسية: بزقنج) هي مستوطنة تقع في إيران في قسم ألقورات الريفي. يقدر عدد سكانها بـ 185 نسمة .